# 〜なめねこ又吉最強伝説〜なめんなよ!
『〜なめねこ又吉最強伝説〜なめんなよ!』（なめねこまたきちさいきょうでんせつ なめんなよ）は、瀬戸カズヨシの漫画作品。『月刊コロコロコミック』2006年7月号での読み切り掲載を経た後、『別冊コロコロコミック』にて2006年10月号から2009年12月号まで連載されていた。『月刊』本誌にも不定期に掲載されていた。コミックスは全5巻。

## 概要
瀬戸のデビュー作にして初連載作品となった本作は、なめ猫のリバイバルブームに合わせて描かれたものである。主人公の又吉はなめ猫そのままだが、周辺のキャラクターは独自に設定されている。また、登場するキャラクターは猫に統一されている。

## キャラクター

### レギュラー、準レギュラー
又吉
本作の主人公。ツナカン学園に転校してきたツッパリ猫。喧嘩っ早いため誤解されがちだが、仲間思いの人情家で、自分が悪い時には素直に非を認める、筋の通った性格。学校生活を楽しんではいるが、学力には難があるようで、最終話では卒業が危ぶまれている。「チーター」と名付けたバイクを愛用している。父より強くなるために家を飛び出した。
前述のように父親はいるのだが、当初は「家族はいない」と語っていた。川沿いのツリーハウスで一人暮らしをしている。どのようにして収入を得ているのかは不明だが、かなりの貧乏暮らしで、しばしば釣りに出かけている。主要キャラクターの中では唯一、苗字が設定されていない。
実写版になるという奥の手を持つが、これを使うと元に戻るのに丸1日かかる。この姿での寝顔は、襲撃してきた敵を一気に戦意喪失させるほど可愛い。
井戸中 ちくわ
学級委員。5人兄弟の長男（上に姉がいる）で、幼い弟や妹のためアルバイトをしている。
レオに又吉をおびき出すために利用されたが、又吉の言葉に心を動かされ、以後又吉を「アニキ」と呼んで慕う。2話から又吉と同じ服装をしている。気が弱いが正義感は強く、いざという時には度胸を見せる。
白葉 レオ
ストリート系のファッションに身を包む不良学生。左のキバが若干長い。右目と右耳は常に帽子で隠れている。帽子には猫の顔を描いたブローチのようなものがついていて時々表情が変わる。又吉が来る前は2年生をシメていたらしい。
転校してきたばかりの又吉にいきなりバイクの下敷きにされ、その仕返しに卑劣な手段でちくわを利用して又吉をおびき出しリンチにかける。非は又吉にあるため、最初は又吉がリンチを甘んじて受けていたが、限度を超えた卑怯ぶりが又吉の怒りを買うことになり、殴り倒された。その後ちくわを人質に取って又吉に勝負を挑むが、その時は以前の卑怯さは消え、又吉との一対一の勝負を望んでいた（ちくわを人質に取ったのも、又吉を本気にさせるための形だけのものだった）。勝負に敗れた後、命を落としかけたところを又吉に助けられ、以後又吉のライバルとなる。鎖を武器として自在に操る。
音無 ビート
又吉が「次にケンカすれば退学」と宣告されたのを期に、一気に2年生ナンバーワンの座に収まろうとした。しかし、その横暴さ故、退学を逃れるため変装した又吉（その場に居合わせた全員にバレていたが）に倒された。後にジゴロウをけしかけて又吉を倒させようとするが、その目論見は失敗することになる。
再登場時は語尾に「ギラ」を付けていた。単行本第3巻ではカバーイラストにのみ登場。第4巻では目立とうとしたところをまたしても又吉たちに妨害されるが、その様子をテレビドラマの監督に評価されて時代劇に出演することになる（レオ曰く「やられ役の天才」）。
村雨 速人
暴走族「魔刃鬼厄斗（マッハキャット）」の3代目総長。ふとしたことから、ちくわを巻き込む形で又吉に勝負を挑むことになる。当初はちくわを「ショボいお荷物」と蔑んでいたが、又吉とちくわのコンビネーションに敗れ、ちくわのことも認めるようになった。又吉と同様、卑怯な振る舞いを嫌う。頭の悪さも同等らしい。
楠 ジゴロウ
ケンカ日本一を目指して転校を繰り返してきた。語尾に「〜なのだ」をつける。普段は小柄だが、糖分を摂取すると、それが生み出すエネルギーで一時的に身体が大きくなるという特殊能力を身に付けている。身体が大きくなると話し方も変わる。そのためかアンパンが好物で、初登場時は購買部のアンパンを買い占めていた。カレーパンを食べると頭が伸びる。
ビートにけしかけられて又吉に勝負を挑むが、その際の様々な出来事から又吉の器の大きさを思い知らされ、負けを認めた。その後、打倒又吉を目指してツナカン学園に留まることになる。武器は木刀だが、又吉との対決で折られたため2号を自作している。５年前はしらす小学校に通う小学生のいじめられっ子であり、鬼頭ダイゴにいじめられていたが、強くなる為小麦粉剣道道場で特訓し、奥義(先述の特殊能力)を習得して鬼頭ダイゴにリベンジを果たした。その際鬼頭ダイゴの右目に傷をつけており、逆恨みしたダイゴに襲撃されるが、勝利を果たし、過去に自分をいじめたことを許した。
からし、はんぺん、たま子
ちくわの弟と妹。
井戸中 つみれ
ちくわの姉。大怪我を負ったちくわの治療費を払うため、レースに参加。普段は、遠くの町で働いている。
悪描団（あくびょうだん）
ツナカン学園に新入生としてやってきた3人組。「学校などつまらない」と言って学園の爆破を企てていたが、又吉たちとの勝負を経て和解した。
なお、3人はコロコロコミック2007年3月号で行われた「オレ猫魂空流（コンクール）」で最優秀賞に選ばれたキャラクターを基にしている。
エアロ
ジェットエンジンつきのスケボーを乗りこなす。2巻のコミックスおまけでは又吉がエアロからスケボーを借り、みごと悪猫団の3人に追突していた。操作の誤りだったので又吉自身には悪気はない。
ホンコン
カンフーの格好をしており、青龍爪（カギヅメのようなもの）を武器にしている。語尾に「ネ!」を付ける。
鉄
ヨーヨーを武器にしている。右足のズボンの裾を半ズボンの長さに切った長ズボンを着用している。
伊集院 ムサシ
ツナカン学園の番長。本当は強くないのだが、幼い頃から怖い顔のせいで苛められていたため、ツナカン学園への入学と同時に不良化したところ、強いと勘違いされた上にいつの間にか番長になっていたという経緯がある。しかし学校を守りたいという意志はとても強く、事情を知った又吉からも尊敬されている。髪型がリーゼント。
D.O
練マザ学園のラッパー番長。鮫牙工業との抗争の際、又吉たちと共に戦った。D・Oがラップを歌うと聞いた人は体が勝手に踊りだすらしい。
モデルは実在のラッパーD.O。
鮫牙工業の敵たち
又吉の通うツナカン学園の生徒たちが、謎の番長・土方リョウと部下の魔猫四天王（まびょうしてんのう）に、魔猫の塔を建築するためにさらわれる事件がおきる。又吉が魔猫の塔に乗り込んだ時に倒した猫たち。
土方 リョウ
鮫牙工業の番長。D.O曰く、元々鮫牙工業に所属していたわけではなく、事件を起こす一ヶ月ほど前に魔猫四天王を従え鮫牙工業に現れ、その日の内に鮫牙工業をシメてしまった。他の猫に比べて尾が非常に長く、その長い尾を使って戦う。物心ついた時から既に親に捨てられた孤児であり、盗みで生きるような生活から抜け出そうと鬼頭ダイゴを除く幼少時の魔猫四天王と学校に通うため小学校に登校していた生徒に頼みに向かうも、「オマエたちクズに通える学校なんてどこにもない」と生徒達から暴行を受け、以来自分達が通う為の学校を作る為に事件を起こした。暴行を受けて以来、絶望し目に光が差していない状態だったが、又吉にツナカン学園に誘われたことによって再び目に光が差すようになった。魔猫四天王とは基本的に仲が良く、特にモズと仲が良い様子。
羽沢 モズ
魔猫四天王の一人。魔猫四天王最強だが、レオに不意打ちをくらって負けたため戦い方は不明。土方リョウと同じく孤児であり、魚を盗んだことで店の主人に追われていたリョウを助けたことを機にリョウと知り合った。袖に羽のようなマントが誂われている構造の制服を身にまとい、少しの間飛行することができる。額に緑色の葉の頭飾りを留めている。リョウとは仲が良い様子。
鬼頭 ダイゴ
魔猫四天王の一人。小学生の頃ジゴロウをいじめていたが、小麦粉剣道道場で奥義を習得したジゴロウに返り討ちにされ、その際右目に傷を負う。後にジゴロウと同じ奥義を習得し、ジゴロウに復讐を果たそうとするが、その時には既にジゴロウは学校から去っていた為、ジゴロウを探し出す為に全国の学校を支配する野望を持っていた土方リョウと手を組み、魔猫四天王の一員となった。ジゴロウに敗れた後、折れた柱が落ちてきていたところをジゴロウと又吉に救われ、ジゴロウに謝罪し和解した。大剣を爪の摩擦で燃やして戦う。先述のように、ジゴロウと同じく糖分を摂取すると大きくなるが、その際口にするのはあんぱんではなくチョココロネ。
浜名 デンシ
魔猫四天王の一人。最初は南郷ダンと共に戦っていたが、ダンが先に倒れたため後半からは単独で戦った。機械で自分の体を強化している。ノートパソコンを所持しているが、戦闘では使用しなかった。瓶底眼鏡を掛けているが、後半戦では眼鏡を外して戦っていたため視力が悪いから掛けていると言う訳ではない様子。土方リョウと同じく孤児であり、リョウと出会う以前からモズ・ダンと共に生活していた様子。いつもダンの肩に乗っている。
南郷 ダン
魔猫四天王の一人。最初はデンシと共に戦っていたが、デンシより先に倒れてしまった。他の猫と比べて非常に体が大きく、額に黒いダイヤマークがある。いつも肩にデンシを乗せているが、デンシと共に戦った際はあまり息が合わなかった。土方リョウと同じく孤児であり、リョウと出会う以前からモズ・デンシと共に生活していた様子。
鮫島 軍三
又吉達のクラスに新しく担任となった鬼教師。当初は体力こそが全てで、弱者は必要ないという卑劣な考えを持っていた。デッド・ボール・ランを行い、弱い生徒を退学にさせようとしたが、又吉の熱意に魅かれ改心した様子である。
龍吉
又吉の父で、刑事。又吉と同様の技を使う。強盗事件の時には自ら人質となり、突入の時間稼ぎをするといった戦略的な行動もする。又吉をかばって強盗に撃たれてしまい瀕死の重傷に追い込まれるも、強盗をたおした息子に背負われ病院に送られた。今は退院し、又吉達の卒業式にも出席した。

### ゲスト
天童 一富士
学ランを着たプロレス部のキャプテン。二鷹をイジめたと知り、又吉の前に現れる（本当は二鷹が、コロッケを盗み食いしたところを又吉が叱った）。ものすごく弟思い。ものすごくデカイ。
天童 二鷹
一富士の弟。
アサオ
レオより年齢が1つ上の不良学生。とんでもないワル猫だったらしく、暴力の繰り返しで退学になった。
単行本1の描き下ろしのみ登場。
流山 アラシ
つみれ、又吉たちが参加したレースの前チャンピオン。汚い手を使う。又吉に命を助けられ改心した。
マタキチクワ
又吉とちくわが合体した姿。ただし、このエピソードには「実は紙芝居」というオチがあるため、実際にこの姿になれるかどうかは定かではない。
単行本2巻収録のギャグ編に登場。
魔宮 エース
2年F組生徒。過去に暴力事件を起こして停学になった。いじめが何よりも好き。腕を超高速で動かし、残像を作り出すことができる。
堂島
鮫牙工業所属。
加賀 ナオキ
鮫牙工業一のボクサー。ちくわを一方的になぶったが、現れた又吉に一蹴された。
bay 4K（ベイ フォーケー）
D・Oの仲間。
早乙女 カオル
デスメタル・バンド「デッドキャット」のリーダー格。よほどの音痴である。オカマ（本人曰く「おネェ系」）。
金造
銀行強盗。龍吉に瀕死の重傷を負わせた。
上山 虎鉄
オーサカの番長。ツッコミ役。はりせんで相手を百叩きにする「千手ツッコミ」が得意技。たこ焼きが大好物。
下谷 銀
虎鉄の舎弟。ボケ役。出っ歯とそばかすが特徴。ゴマすり上手。
江垣 パブロ
クラスメート。勉強もスポーツもイマイチだが、絵だけはプロ並み。又吉に絵を教えたが、成果は上がらなかった。
番長猫たち
全日本番長決定戦で又吉と戦った猫たち。努羅欣太以外は全員又吉によってあっけなく倒された。
なお、11人はコロコロ2009年5月号で行われた「全日本番長猫選手権」で最優秀賞、優秀賞に選ばれたキャラクターを基にしている。
道明寺 亮
ゴルフ番長猫。
大海力 太郎
柔道番長猫。
江戸川 コネコ
ベビー番長猫。
トン・ラルプ
マジック番長猫。
神弥 銀
トンファー番長猫。
料理 大好け
コック番長猫。
雨水 将太
水鉄砲番長猫。
炎達磨 彪牙
だるま番長猫。
フランケン大五郎
おばけ番長猫。
アンディ・猫村
サーカス番長猫。
努羅欣太（ドラゴンタ）
ドラゴン番長猫。図体がとてつもなくデカイ。又吉も技が効かず苦戦していたが、ちくわの機転と彼とのコンビネーションにより勝利を収めた。
花咲 一馬
第88回ケンカみこし優勝チームの大将。ハデな方が勝つと言い張っている。89回目も優勝を狙ったが、又吉のチームにみこしごと吹っ飛ばされ敗北。
桐崎 蓮治
又吉を卒業前に倒し、日本最強になろうとした男。又吉を助けるため、自ら又吉と名乗ったちくわに根性で敗れた。部下が4人いたが全員又吉に敗れた。

## コミックス
1. 2007年1月26日発売 ISBN 9784091402783
2. 2007年10月26日発売 ISBN 9784091403933
3. 2008年6月27日発売 ISBN 9784091406408
4. 2009年2月26日発売 ISBN 9784091407542
5. 2009年12月25日発売 ISBN 9784091408907